# Kyllburg
Kyllburg (phát âm tiếng Đức: [ˈkɪlbʊʁk]) là một đô thị thuộc huyện Bitburg-Prüm, bang Rhineland-Palatinate, Đức.